# Capilla de San Donato de Roeser
La Capilla de San Donato de Roeser
 (en luxemburgués: Donatuskapell zu Réiser; francés: Chapelle Saint-Donat de Roeser) se encuentra en el territorio de la comuna de Roeser en Luxemburgo, en un lugar llamado Gaalgebierg, más precisamente en el lugar llamado Millennium cerca de la N3, a medio camino entre Alzingen y Schlammestee.
La capilla está dedicada principalmente a la adoración de la Virgen María, y también a San Donato.
La capilla data de 1995. Han existido capillas en su lugar por lo menos desde el siglo XVII.
El 14 de agosto de cada año, en la víspera de la Asunción, la procesión va a la iglesia de Roeser a través de los campos, en una misa en la que el sacerdote bendice los ramos y las plantas reunidas por campos creyentes. La preparación y la bendición del ramo, el Krautwësch es una tradición antigua de Luxemburgo.